# أميليا روز بلير
أميليا روز بلير (بالإنجليزية: Amelia Rose Blaire)‏ هي ممثلة أمريكية بدأت مسيرتها الفنية عام 2002.

## وصلات خارجية
- أميليا روز بلير على موقع IMDb (الإنجليزية)
- أميليا روز بلير على موقع ميوزك برينز (الإنجليزية)
- أميليا روز بلير على موقع قاعدة بيانات الفيلم (الإنجليزية)
- أميليا روز بلير على موقع كينوبويسك (الروسية)